# Вулиця Лісна (Львів, Личаківський район)
Ву́лиця Лісна́ — вулиця у Личаківському районі міста Львова. Починається від перехрестя з вулицями Солодовою і Пісковою та завершується тупиком. З непарного боку біля будинку № 5 відгалужується вулиця Лисенка. Отримала нинішню назву у 1871 році. До цього мала назву Сліпа. У кінці 1930-х років, а потім за радянських часів утворилась бічна вулиця, котру називали Лісною бічною, однак офіційно цю назву не зафіксовано.

## Будинки
№ 16 — триповерховий житловий будинок з мансардою, зведений 1912 року у стилі неоренесансу за проєктом Володимира Підгородецького. У міжвоєнний період в будинку мешкав живописець, письменник, есеїст Єжи Масьор. У 1930-х роках будинок належав спочатку Блімі Енглендер, а потім — Рифці Штеєрман.
№ 17 — двоповерхова вілла, збудована у 1900 році за проєктом архітектора Ігнатія Віняжа. У 1930-х роках будинок належав доктору Володимиру Маркевичу та його дружині Євгенії.
№ 19а — монастир Воскресіння Господнього (Провінційний дім) згромадження сестер-місіонерок Найсвятішого Ізбавителя, МНІ (сс. Редемптористки). Провінційна настоятелька монастиря — с. Теодора Шулак.